# Sthenias leucothorax
Sthenias leucothorax là một loài bọ cánh cứng trong họ Cerambycidae.